# انتاریو

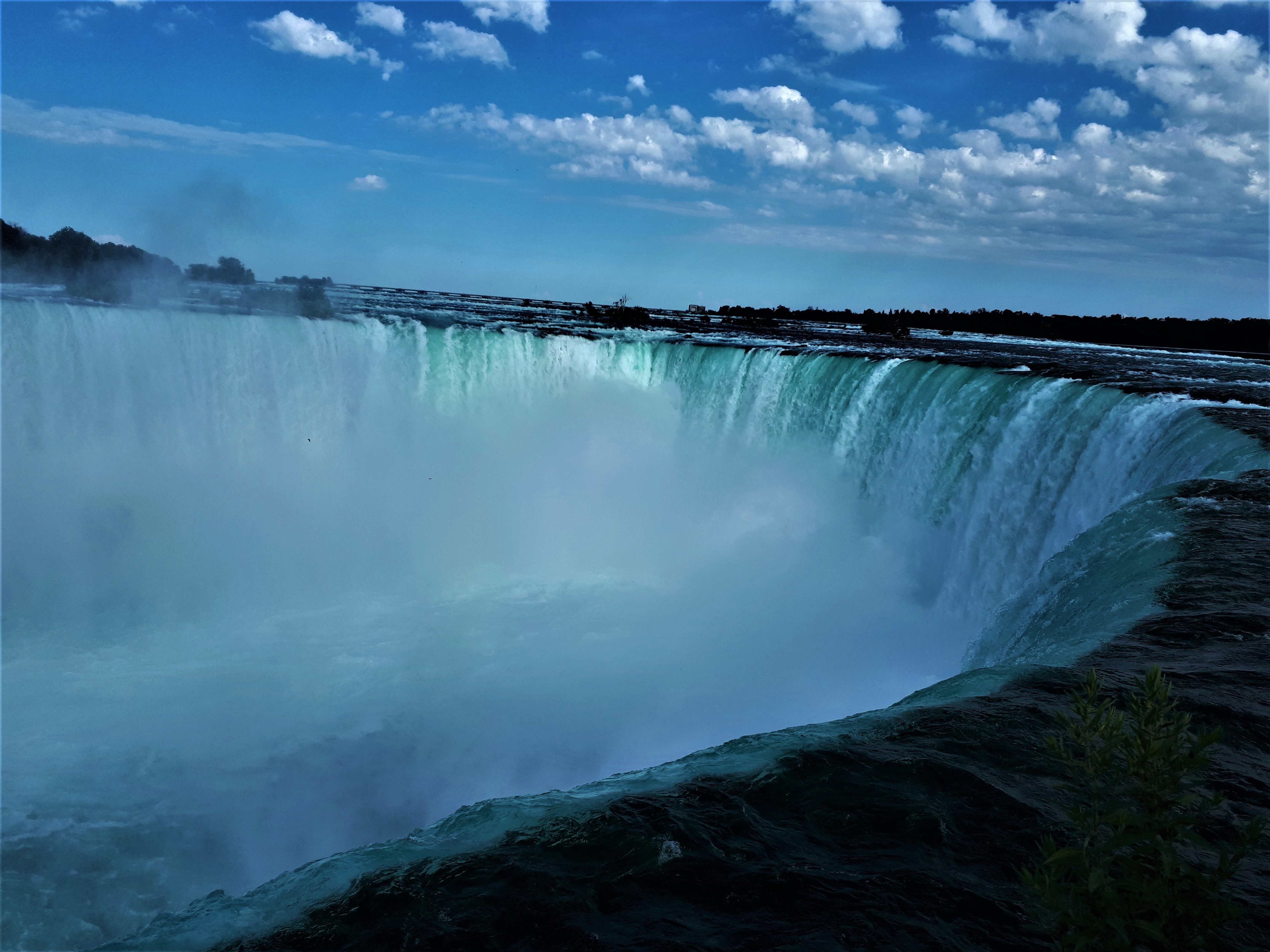
آبشارهای نیاگارا آبشار نعل اسب

 آنتِـریو (انگلیسی: Ontario؛ ‏ ‎i‎/ɒnˈtɛərioʊ/‎) یکی از استان‌های کانادا است. از لحاظ جمعیت و فعالیت اقتصادی بزرگ‌ترین و قوی‌ترین استان کانادا است. مرکز آن تورنتو است و اتاوا (پایتخت کانادا) نیز در آن قرار دارد.
وسعت آنتِـریو ۱٬۰۷۶٬۳۹۵ کیلومتر مربع و جمعیت آن ۱۲٫۵۴۱٫۴۱۰ نفر (برآورد سال ۲۰۰۵) است. بالغ بر ۹۴٪ جمعیت این در قسمت جنوبی آن مشهور به انتاریو جنوبی متمرکز است. آنتِـریو پیشروترین استان کانادا در زمینه تولید است و ۵۲٪ از کل تولید ارسالی کشور از این استان است.
از لحاظ جغرافیایی استان آنتِـریو در شرق کانادا و در بین استان‌های کبک و منیتوبا قرار دارد. از جنوب با ایالت‌های مینه‌سوتا، میشیگان، اوهایو، پنسیلوانیا و نیویورک هم‌مرز است. آنتِـریو از شمال به خلیج‌های هادسون و جیمز منتهی می‌شود.

## مشهورترین شهرها
مشهورترین شهرهای آنتِـریو عبارت‌اند از
تورنتو با جمعیت ۲٬۶۰۰٬۰۰۰ نفر، که پر جمعیت‌ترین شهر کانادا هم هست،
اتاوا با جمعیت ۷۱۲٬۱۲۹نفر
همیلتون با جمعیت ۵۱۹٬۸۴۹ نفر
کیچنر با جمعیت۲۳۳٬۷۰۰ نفر
واترلو با جمعیت ۹۷٬۴۷۵ نفر
لندن با جمعیت ۳۴۶٫۷۶۵ نفر
وینزور با جمعیت ۲۷۸٬۰۱۳ نفر
کینگستون با جمعیت ۱۱۴٬۱۹۵ نفر

## تاریخچه
آنتِـریو یکی از ۴ استان اصلی بود که در معاهده ۱۸۶۷ کانادا به هم پیوستند. نام اصلی استان «کانادای بالا» بوده (با توجه به اینکه «کانادای پایین» نیز در آن دوران وجود داشته که امروز کبک خوانده می‌شود). نام استان از دریاچه انتاریو گرفته شده‌است، که خود این نام نیز در زبان هورن Huron به معنای دریاچه بزرگ است. از آنجائی که این استان یکی از اولین مناطق صنعتی در کانادا به‌شمار می‌آید، محل قدیمی‌ترین شرکت‌های کانادایی نیز هست. تاریخچه آنتِـریو توسط مهاجرانی ساخته شده‌است که ابتدا با قایق، سپس با قطار و سرانجام با هواپیما برای آباد کردن این استان وارد آن شده‌اند. حتی پیش از به وجود آمدن کانادا مهاجران برای شروع یک زندگی جدید وارد آن شده بودند و امروزه به‌جز حدود ۲٫۵ درصد جمعیت آنتِـریو، مابقی اهالی آن از نسل همان مهاجران هستند. با ورود موج جدید مهاجران از مناطق مختلف جهان طی دوران مختلف هریک از آن‌ها تأثیرات فرهنگی خود را بر فرهنگ این استان برجای گذارده‌اند.

## ساکنان ایرانی‌تبار آنتِـریو
بیش از ۷۰٬۰۰۰ تن از ساکنان استان آنتِـریو دارای‌تبار ایرانی هستند که عمدتاً در شمال شهر تورنتو (یورک شمالی و تپه ریچموند) سکونت دارند. «مجید جوهری» و «علی احساسی» دو نماینده از حوزه‌های ریچموند هیل و ویلودیل (هر دو منطقه در استان انتاریو)، اولین کانادایی ایرانی‌هایی بودند که به «پارلمان سطح فدرال» کانادا ورود یافتند. رضا مریدی نیز از حزب لیبرال و منطقه تپه ریچموند اولین کانادایی ایرانی‌تبار بود که، به پارلمان در سطح استانیِ، آنتِـریو راه پیدا کرده‌است.

## اشتغال و اقتصاد

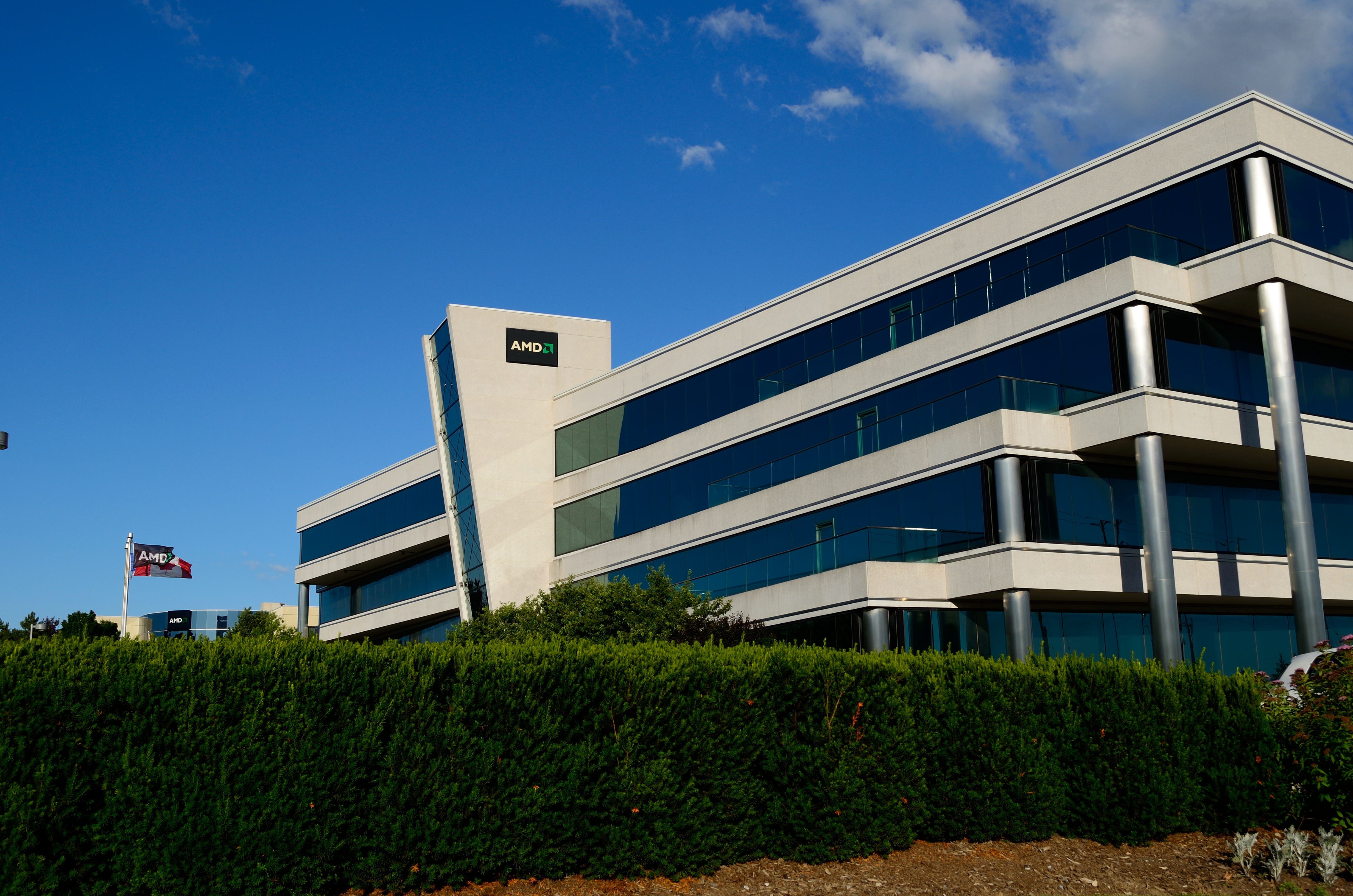
ای‌تی‌آی - مارکام، انتاریو

به دلیل آنکه استان انتاریو قطب اقتصادی کانادا محسوب می‌شود، در نتیجه انواع صنایع در این استان به‌خصوص در تورنتو و دیگر مناطق شهری یافت می‌شوند. این استان محلی برای ارائه خدمات مدرن و اطلاعات اقتصادی در کنار بسترهای لازم برای تولید است. اتاوا که مرکز ادارات دولتی و اکثر وزارتخانه‌های فدرال است می‌تواند به جذب مشاغل گوناگون و همچنین سازمان بین‌المللی غیر تجاری کمک شایانی نماید.
صنعت اتومبیل بخش اصلی تولیدات صنعتی انتاریو را شامل می‌شود که شرکت‌های کانادایی جزو شرکت‌های پیشرو جهان در این صنعت هستند. بعد از یک دوره رکود در صنعت، در سه سال گذشته شاهد سرمایه‌گذاری‌های کلان توسط صنایع پیشرو در طرح‌ها و فناوری‌های جدید بوده‌ایم.
همچنین این استان دارای منابع طبیعی غنی مورد نیاز صنایع است. یک شرکت معدنی قدیمی دارای معادن نیکل و آهن نمونه‌ای از این منابع است. جنگل‌های وسیع این استان می‌تواند منابع خوبی برای صنایع چوب بری، تهیه خمیر چوب و کاغذ با شیوه‌های نوین باشد. به‌علاوه با افزایش تمایل مردم به سرگرمی‌های گوناگون و جدید، طبیعت انتاریو این فرصت را در اختیار علاقه‌مندان به گردشگری قرار می‌دهد.
آمار بیکاری در استان کمی کمتر از میانگین آمار بیکاری در کشور و در حدود ۶٫۶ درصد است. موقعیت‌های شغلی در این استان با توجه به اقتصاد و صنایع گوناگون موجود در آن از تنوع بسیاری برخوردار است تا جایی که از کشاورزی تا فناوری اطلاعات در آن می‌توان یافت. سطح ایجاد اشتغال در استان در سال‌های اخیر بسیار خوب بوده و پیش‌بینی می‌شود که به همین صورت ادامه یابد.
نیروگاه هسته‌ای براوس، دومین نیروگاه بزرگ هسته‌ای جهان، نیروگاه هسته‌ای دارلینگتون و نیروگاه هسته‌ای پیکرینگ در این استان قرار دارند.

## استاندارد زندگی در انتاریو
طور میانگین درآمد اهالی انتاریو در بین استان‌های کانادا جزو بالاترین درآمدها است. گرچه برخی از هزینه‌های زندگی به‌خصوص هزینه مسکن افزایش یافته‌است. متوسط درآمد خانواده‌ها در انتاریو با رقم ۵۹٫۷۰۰ دلار در سال دومین درآمد بالا در میان استان‌های کشور است. همچنین این استان با رقم ۱۳٫۰۰ دلار در ساعت دومین نرخ پایه حقوق در کشور را داراست. نرخ مالیات با رقم ۱۷٫۴۱ درصد پنجمین رتبه در کشور را دارا است. باوجود آنکه هزینه‌های زندگی در این استان اندکی بالاتر از میانگین کشوری است، نرخ درآمدها در این استان می‌تواند از عهده زندگی با بالاترین معیارها در میان کشورها برآید. تورنتو و اتاوا به دلیل شهرتشان در نظافت و تمیزی، ایمنی و در دسترس بودن خدمات در مقایسه با شهرهای هم قیاس همواره جزو بهترین شهرها برای زندگی بوده‌اند و همین استانداردهای بالای زندگی موجب شده که انتاریو به مقصد اصلی مهاجران جدید به کانادا تبدیل شود.

## مسکن در انتاریو
به دلیل رشد مداوم و ازدیاد جمعیت شهرهای بزرگ در انتاریو قیمت مسکن در این شهرها نسبت به دیگر شهرهای کانادا بالاتر است. البته باید این نکته را نیز مد نظر داشت که میزان درآمد بالا در این شهرها می‌تواند به جبران این هزینه‌ها کمک نماید، همچنین این رویه در شهرهای کوچکتر این استان به شدت شهرهای بزرگتر نیست. با این وجود بسیاری از خانواده‌ها برای کاستن هزینه‌های زندگی خود روی به زندگی در شهرک‌های اطراف شهرهای بزرگ آورده‌اند. میانگین قیمت یک آپارتمان در تورنتو بالاتر از ۳۵۰٫۰۰۰ دلار و در اتاوا بیشتر از ۲۵۰۰۰۰ دلار است. بسته به شهر و کیفیت خانه، بین ۲۵ تا ۴۱ درصد درآمد خانواده‌ها در انتاریو صرف تملک یک خانه می‌شود.

## تحصیلات در انتاریو
انتاریو مرکزی برای موسسات تحقیقاتی شناخته شده‌ای در سطح جهان است که از بودجه آموزشی استانی استفاده می‌نمایند. ثبت نام از کودکستان تا سطح ۱۲ به‌طور عمومی انجام می‌گیرد، مدارس کاتولیک و فرانسه در سرتاسر استان پراکنده هستند که با پشتیبانی مالی از طریق مالیات دهندگان حمایت می‌شود و تحت نظارت دولت استانی به آموزش دروس طراحی شده می‌پردازند. مدارس متعدد کاتولیک جهت حفاظت از تاریخ اقلیت کاتولیک مورد حمایت نظام آموزشی کانادا قرار می‌گیرند. همچنین در بسیاری از مناطق، مدارس دیگری که از محل بودجه عمومی اداره می‌شوند می‌توانند به عنوان مدارس جایگزین مورد انتخاب دانش‌آموزان قرار گیرد. همچنین انتاریو به عنوان استانی پیشرو در آموزش‌های خاص شناخته می‌شود. تا سال ۲۰۰۳ این استان دارای رتبه ۱۳ در آموزش دوره دبیرستان به‌شمار می‌آمد که این دوره با دوره آموزشی جدیدی که به صورت استاندارد و با دروس جدید در سراسر استان جهت آماده‌سازی دانش آموزان برای ورود به دانشگاه، دانشکده‌های فنی و حرفه‌ای، دوره‌های آموزش تجارت و ورود مستقیم به بازار کار تدارک دیده شده بود جایگزین شد. این برنامه استاندارد جدید به منظور اطمینان بخشیدن از رعایت کیفیت و بی‌طرفی در مدارس سرتاسر استان طراحی شده‌است. آموزش دوره بعد از دبیرستان در انتاریو شامل شبکه‌ای از سازمان‌ها است که از طریق بودجه عمومی اداره می‌شوند. این سازمان‌ها موضوعات و مشاغل گسترده‌ای را تحت پوشش قرار می‌دهند مانند: دانشگاه‌های پژوهشی مشهوری که دارای دانشکده‌های هنر، فناوری و کشاورزی هستند و همچنین دیگر برنامه‌های منحصربه‌فرد. در ضمن دانشگاه‌های انتاریو در بین دانشگاه‌های معروف و شناخته شده جهان هستند که از جمله شاخص‌ترین آن‌ها می‌توان به دانشگاه تورنتو، دانشگاه کویینز در کینگستون، یورک و دانشگاه انتاریو غربی اشاره کرد. میانگین شهریه پرداختی در سال یک دانش آموز در این استان ۴۹۰۰ دلار است که کمی کمتر از میانگین کشوری است.

## خدمات درمانی در انتاریو
بنا بر قوانین کانادا تمام ایالات این کشور موظف به فراهم‌آوردن بهداشت و درمان رایگان برای تمام شهروندان و کسانی که به صورت قانونی به تبعیت این کشور درآمده‌اند هستند. به عبارت دیگر، بسیاری از خدمات بهداشتی و درمانی در کانادا بدون دریافت وجهی از بیمار ارئه می‌شود. البته برخی از درمان‌های غیرضروری (مانند: جراحی‌های زیبایی غیرضروری و برخی از مراقبت‌های دندان پزشکی. عموماً مشمول این قانون نمی‌شوند اما لیست اینگونه خدمات در استان‌های مختلف متفاوت است.
مراقبت‌های بهداشتی و درمانی به‌طور کامل برای تمام افراد ساکن در انتاریو به‌طور رایگان مهیاست.
«طرح بیمه درمانی انتاریو» (OHIP) تمام مخارج خدمات درمانی برای شهروندان این استان و اکثر ساکنان دائم در این استان را به‌طور کامل پرداخت می‌کند. این مخارج عبارتند از هزینه معاینه پزشک، آزمایش‌ها پزشکی، فوریت‌های پزشکی، بستری در بیمارستان و فوریت‌های دندان‌پزشکی.
در حال حاضر ۲۱۱ بیمارستان در سرتاسر استان وجود دارد که شامل بیمارستان‌های ارائه‌دهنده خدمات اورژانس، بیمارستان‌های تخصصی و بیمارستان‌های تحقیقاتی هستند. همچنین این استان دارای هشت بیمارستان خصوصی نیز هست که خدمات خاص خود را به شهروندان ارائه می‌دهند.

## هنر و فرهنگ

### هنر

#### هنرهای نمایشی
مرکز هنرهای نمایشی اتاوا در تورنتو (انتاریو) شامل برنامه‌های موسیقی، رقص و هنرهای نمایشی می‌شود.

#### رقص باله
تورنتو مرکز رقص‌های کلاسیک معاصر کانادا و رقص ملی باله است.

#### اپرا
اپرای باروک کانادا

#### ارکستر
مجموعهٔ ارکستر سمفونیک تورنتو

### فرهنگ
فرهنگ اصلی انتاریو بر ۴ هدف تمرکز دارد:
- ترویج تعامل فرهنگی
- تقویت فرهنگ در جوامع
- اقتصاد خلاق را سوختن
- ترویج ارزش هنر در سراسر دولت

اقداماتی که در این زمینه‌ها انجام شده
- حمایت از ساختمان‌های میراث با افزایش کارایی انرژِی با استفاده از برنامه تغییر اقلیم در انتاریو
- ایجاد یک صندوق که از ناشران برای توسعه منابع یادگیری فرهنگ انتاریو و ترویج در مدارس
- ایجاد فرصت برای کارگران در بخش فرهنگ برای ارتقا مهارت‌های فنی در کسب و کار خود
- ایجاد یک صندوق جدید برای حمایت از فعالیت‌های فرهنگی و حمایت از برنامه‌های بومی جوانان[۳]